# Georg Wessling
Georg Wessling (* 12. August 1889 in Cloppenburg; † 3. August 1974 ebenda) war ein deutscher Politiker.

## Leben
Wessling wurde als Sohn eines Müllers geboren. Nach dem Besuch der Volksschule erlernte im Betrieb seines Vaters das Müllerhandwerk. Seine Ausbildung schloss er 1913 mit der Meisterprüfung ab. Zwischen 1914 und 1918 diente er als Soldat im Ersten Weltkrieg und kehrte durch einen Lungenschuss schwer verwundet zurück. Seine Verletzung zwang ihn zur Aufgabe seines Berufs und er eröffnete 1924 einen Gemischtwarenladen. Während des Zweiten Weltkriegs wurde er als Stabszahlmeister in die Wehrmacht einberufen.
Nach Kriegsende begann er sich politisch zu engagieren und zog 1945 als Abgeordneter der CDU in den Stadtrat von Cloppenburg ein und wurde später auch Bürgermeister der Stadt. Nach der Gründung des Bundeslandes Niedersachsen war er vom 20. April 1947 bis 30. April 1951 Mitglied des Niedersächsischen Landtages, zunächst als CDU-Abgeordneter, ab 28. März 1951 als Mitglied der gemeinsamen Fraktion von Deutscher Partei und CDU.